# Eisstock

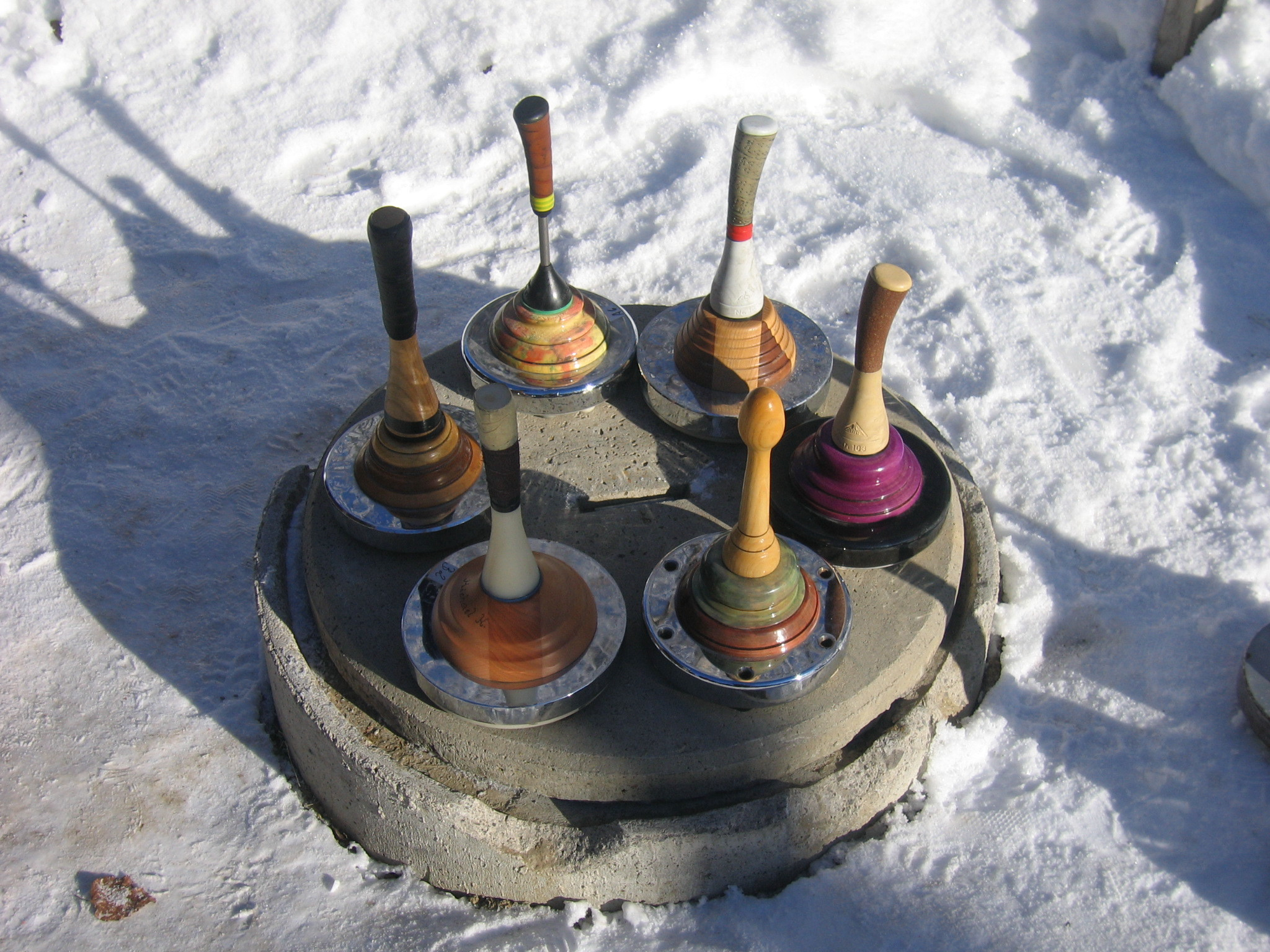

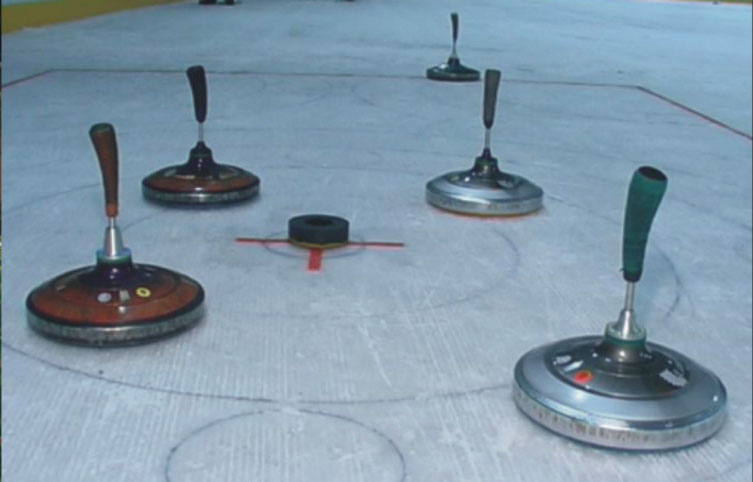

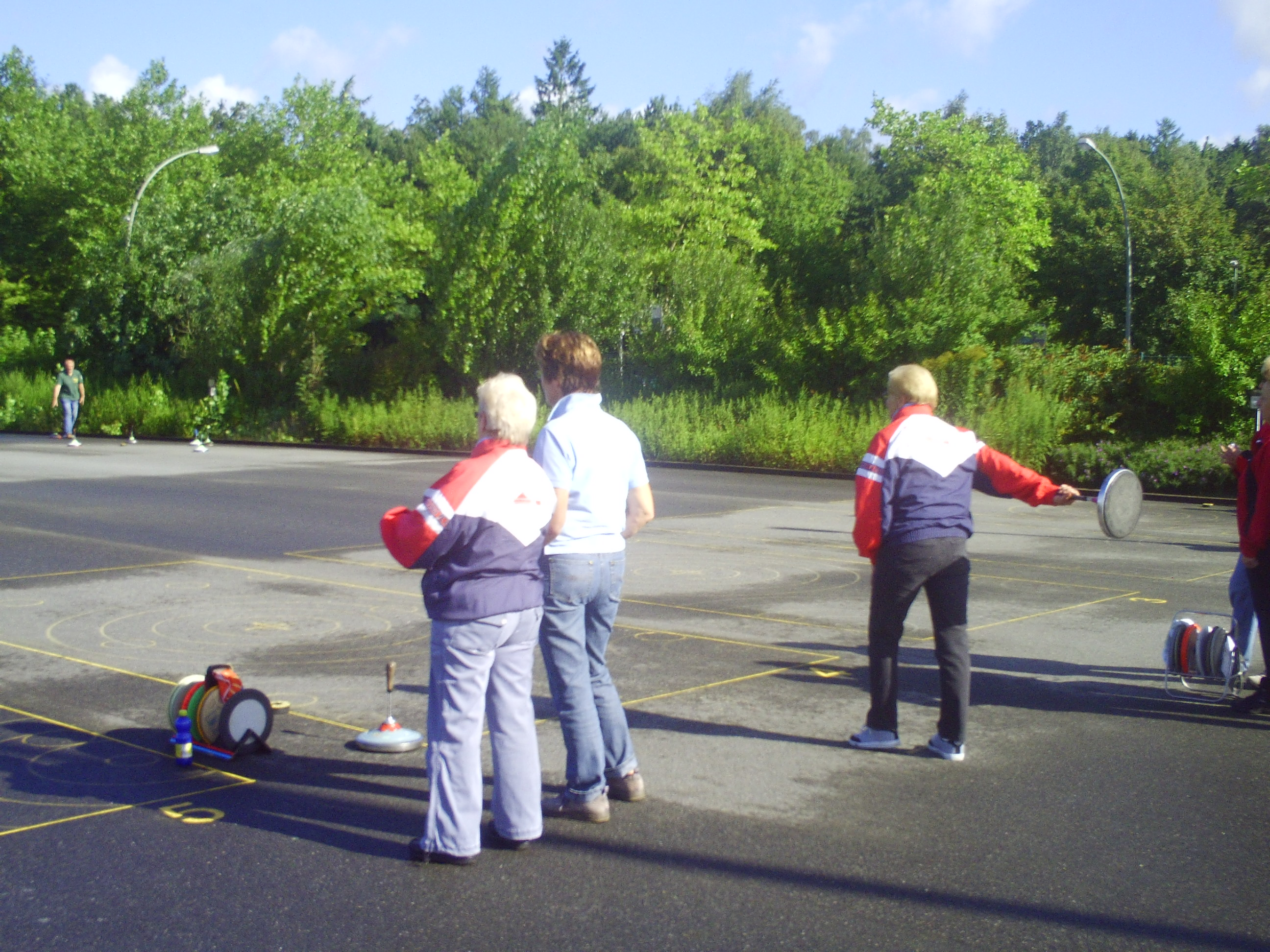
Baptiste Chanteraud à l'entrainement

L'eisstock (en allemand : Stockschießen) est un sport d'hiver qui présente des points communs avec le curling. Il est considéré comme la pétanque sur glace, mais des événements ont aussi lieu en été.
Il s'agit d'un sport pratiqué traditionnellement dans les pays alpins tels que l'Allemagne, l'Autriche, l'Italie (dans le Tyrol du sud) et la Suisse, ainsi qu'au Luxembourg. Il s'est également développé dans des pays tels que la Tchéquie, la Hongrie, la Slovénie et la Pologne. Ce sport jouit d'une popularité croissante aux États-Unis, au Canada, en Australie, ainsi qu'en Amérique du Sud.

## Histoire
L'eisstock est un sport très ancien : on retrouve la trace de sa pratique au XVIe siècle sur un tableau du peintre Pieter Brueghel. Son organisation reste alors précaire.
C'est dans les années 1930 que les Allemands décident de créer une fédération (1934) et d'organiser un championnat deux ans plus tard. Les premiers championnats d'Europe eurent lieu en 1951 et les championnats du monde à partir de 1983 après que la Fédération internationale (International Federation Ice Stock Sport, IFE) a vu le jour.

## Règle du jeu
Deux équipes de trois joueurs s'opposent, étant chacune munie de disques (Eisstöcke) possédant une poignée de 30 centimètres et pesant 4,3 kilogrammes. Le but est de lancer le plus près possible d'un palet en caoutchouc de 12 centimètres de diamètre qui sert de but (cochonnet).
- Aire de jeu : une zone glacée doit avoir une longueur de 28 mètres et une largeur de 3 mètres, avec sur chaque extrémité un rectangle de 6 mètres de longueur et de 3 mètres de largeur où sont placés les palets.

## Divers
- Sport de démonstration à l'occasion aux Jeux olympiques d'hiver de 1936 et de 1964

## Palmarès
À ce jour, le record de France femme est actuellement détenu par Émilie Josso pour une distance de 66,23m.
Le record de France masculin de distance est quant à lui détenu par Jorrys Duchene depuis février 2022 avec 86.71m. Il l'obtient lors du championnat du monde à Ritten (Italie), il ne se classe que 14e mondial.